# Accadde ad Ankara
Accadde ad Ankara è uno miniserie televisiva italiana in tre puntate trasmesso dalla Rai nel 1979, sceneggiato da Fabio Pittorru e diretto da Mario Landi.

## Trama
La vera storia della spia turca Elyesa Bazna, nome in codice Cicero, che, lavorando come cameriere all'ambasciata britannica ad Ankara, vendette importanti piani strategici Alleati ai tedeschi, che tuttavia non credettero a quanto era contenuto nei documenti entrati in loro possesso e lo pagarono con sterline false.

## Produzione
Gli interni sono stati girati nel Centro di produzione Rai di Torino, gli esterni a Bordighera.